# イチロー杯争奪学童軟式野球大会
イチロー杯争奪学童軟式野球大会（イチローはいそうだつがくどうなんしきやきゅうたいかい）は、MLBシアトル・マリナーズで会長付特別補佐を務める野球選手イチローが大会長を務めていた学童野球大会である。
イチローがオリックス・ブルーウェーブに所属していた1996年に第1回大会が開催。2019年12月22日、イチローの引退に伴い、この日に行われた第24回大会が最後の大会となった。
優勝、準優勝チームはイチロー本人から直接表彰される。2007年の第12回大会には愛知、岐阜、三重、長野から過去最多の273チームが参加した。

## 概要
イチロー自身が抱いていた「野球の底辺を広げたい」という想いを地域の人たちが実現した大会である。イチローの故郷豊山町にある豊山グランドなど、愛知県内のいくつかのグラウンドで、6月から11月の半年間にかけて行われる。1996年に約90チームで始まった大会も、イチローの人気上昇とともに年々参加チームが増え、2007年の第12回大会には273チームが参加。参加チーム数が増えるにつれて大会参加チームのレベルも上がり、現在では、イチロー杯で好成績を残したチームは全国的にレベルの高いチームと評価されるようになった。

## 主催・共催・主管
- 主催 NPO法人 JBS豊山
- 共催 中日新聞社
- 主管 愛知県軟式野球連盟尾張連合会

## 歴代成績
| 年度 | 大会   | 優勝                   | 準優勝                      | 3位                                   |
| ---- | ------ | ---------------------- | --------------------------- | ------------------------------------- |
| 1996 | 第1回  | 宮西少年野球クラブ     | 石尾台スポーツ少年団        | 篠木スポーツ少年団 坂下スポーツ少年団 |
| 1997 | 第2回  | 稲沢東少年野球クラブ   | 南巽が丘イーグルス          | のびのびベアーズ 守山ボーイズ         |
| 1998 | 第3回  | 浅井北少年野球クラブ   | 美川クラブ                  | 横川クラブ 石尾台スポーツ少年団       |
| 1999 | 第4回  | ドジャース             | 刈谷さくら                  | 美川クラブ 守山ボーイズA2             |
| 2000 | 第5回  | 小泉クラブ             | 宮西少年野球クラブ          | 少年ウルフ 豊山町スポーツ少年団       |
| 2001 | 第6回  | ドジャース             | 西成少年野球クラブ          | ホワイトエンペラーズ 有松ジュニアーズ |
| 2002 | 第7回  | 浅井北少年野球クラブ   | 玉城スポーツ少年団          | 水源パイレーツ 小泉クラブ             |
| 2003 | 第8回  | 小泉クラブ             | 鳴子ファイターズ            | 堤スターズ 城西太陽                   |
| 2004 | 第9回  | 田原ワイルドモンキーズ | 小牧パンサーズ              | 愛知ベースボールクラブジュニア        |
| 2005 | 第10回 | 乙川スポーツクラブ横川 | 岡崎JSクラブ（A）           | 上条スポーツ少年団                    |
| 2006 | 第11回 | 名古屋ウエスタンズ     | 真正クラブ                  | 笠松野球                              |
| 2007 | 第12回 | 碧南ライナーズ         | 小泉クラブ                  | ホワイトフィリーズ                    |
| 2008 | 第13回 | 小牧パンサーズ         | 上条スポーツ少年団          | 愛知ベースボールクラブジュニア        |
| 2009 | 第14回 | 富士シャーク           | 名古屋平針HBC少年野球クラブ | 篠木スターズ                          |
| 2010 | 第15回 | 名古屋ドジャース       | 亀の子少年野球クラブ        | ファイヤーボーイズ                    |
| 2011 | 第16回 | 小牧パンサーズ         | JBC玉城                     | ブラックサンダーズ                    |
| 2012 | 第17回 | 名古屋ドジャース       | ファイヤーボーイズ          | 六田ファイターズ                      |
| 2013 | 第18回 | JBC玉城                | 六田ファイターズ            | ドジャース                            |
| 2014 | 第19回 | ファイヤーボーイズ     | リトルマリナーズ            | 岡崎南クラブA                         |
| 2015 | 第20回 | 上名和ライオンズ       | 清洲少年野球クラブ          | 小牧パンサーズ                        |